# Kecamatan Melaya
Kecamatan Melaya är ett distrikt i Indonesien.   Det ligger i provinsen Provinsi Bali, i den sydvästra delen av landet, 900 km öster om huvudstaden Jakarta. Kecamatan Melaya ligger på ön Bali. Det ligger vid sjön Waduk Palasari.